# Takeo Takagi
Takeo Takagi, född 25 januari 1892, död 8 juli 1944, japansk viceamiral som deltog i andra världskriget. Takagi förde befäl under den japanska invasionen av Filippinerna, Slaget om Javasjön, Slaget om Korallhavet och Slaget vid Midway. Takagi rapporterades död efter den amerikanska invasionen av Saipan 1944.